# Amt Lohne
Das Amt Lohne war ein Amt im alten Kreis Soest in Nordrhein-Westfalen, Deutschland. Im Rahmen der nordrhein-westfälischen Gebietsreform wurde das Amt zum 1. Juli 1969 aufgelöst. Sein Gebiet gehört heute zum Kreis Soest.

## Geschichte
Im Jahr 1808 wurden im französischen Satellitenstaat Großherzogtum Berg in dessen Kanton Soest die Mairie (Bürgermeisterei) Lohne eingerichtet. Nachdem das Gebiet der ehemaligen Grafschaft 1815 an Preußen gefallen war, bestand die Mairie als Bürgermeisterei Lohne im 1817 gegründeten Kreis Soest fort.
Im Rahmen der Einführung der Landgemeindeordnung für die Provinz Westfalen wurde 1843 im Kreis Soest aus der Bürgermeisterei Lohne das Amt Lohne gebildet. Es bestand aus den Gemeinden Bergede, Beusingsen, Deiringsen, Elfsen, Enkesen im Klei, Heppen, Herringsen, Hiddingsen, Lendringsen, Lohne, Müllingsen, Neuengeseke, Opmünden, Ruploh und Sassendorf (seit 1906 Bad Sassendorf).
Durch das Gesetz zur Neugliederung des Landkreises Soest und von Teilen des Landkreises Beckum wurde das Amt Lohne zum 1. Juli 1969 aufgelöst. Sein Rechtsnachfolger ist die Gemeinde Bad Sassendorf im Kreis Soest.
Bergede, Deiringsen, Hiddingsen, Lendringsen, Müllingsen und Ruploh kamen zur Stadt Soest, während Beusingsen, Elfsen, Enkesen im Klei, Heppen, Herringsen, Lohne, Neuengeseke und Opmünden zur Gemeinde Bad Sassendorf kamen.

## Gemeinden (Stand 1969)
1. Bad Sassendorf.
2. Bergede
3. Beusingsen
4. Deiringsen
5. Elfsen
6. Enkesen im Klei
7. Heppen
8. Herringsen
9. Hiddingsen
10. Lendringsen
11. Lohne
12. Müllingsen
13. Neuengeseke
14. Opmünden
15. Ruploh